# Ферма 2 (Кызылординская область)
Ферма 2 (каз. Ферма 2) — упразднённый населённый пункт в Чиилийском районе Кызылординской области Казахстана. Входил в состав Тартогайского сельского округа. Код КАТО — 435261500. Исключен из учётных данных в 2024 году.

## Население
В 1999 году население населённого пункта составляло 314 человек (146 мужчин и 168 женщин). По данным переписи 2009 года, в населённом пункте проживало 198 человек (106 мужчин и 92 женщины).